# Nagymágocs
Nagymágocs – wieś i gmina położona w południowej części Węgier, w powiecie Szentes, wchodzącego w skład komitatu Csongrád.